# Saint-Cyr-en-Val
Saint-Cyr-en-Val település Franciaországban, Loiret megyében. Lakosainak száma 3430 fő (2022. január 1.). Saint-Cyr-en-Val Saint-Denis-en-Val, Ardon, La Ferté-Saint-Aubin, Marcilly-en-Villette, Olivet, Orléans, Saint-Jean-le-Blanc és Sandillon községekkel határos.

## Népesség
A település népessége az elmúlt években az alábbi módon változott:
| Lakosok száma | 1142 | 2373 | 2883 | 3185 | 3192 | 3273 | 3309 | 3295 | 3313 | 3430 |
|               | 1968 | 1982 | 1990 | 2006 | 2013 | 2015 | 2017 | 2019 | 2020 | 2022 |